# لويز هاريسون
لويز هاريسون (بالإنجليزية: Louise Harrison)‏ هي منتجة أفلام وممثلة بريطانية، ولدت في 26 نوفمبر 1962.

## وصلات خارجية
- لويز هاريسون على موقع IMDb (الإنجليزية)
- لويز هاريسون على موقع قاعدة بيانات الفيلم (الإنجليزية)